# Philodromus blanckei
Philodromus blanckei là một loài nhện trong họ Philodromidae.
Loài này thuộc chi Philodromus. Philodromus blanckei được Jörg Wunderlich miêu tả năm 1995.